# IndieWire

舊商標

（有時記為或）是一個電影資訊和評論網站，成立於1996年。該網站的相關訊息主要著重於獨立電影。截至2016年，“独立一线”都是Penske Media Corporation的子公司。它有大約20名員工，包括出版人詹姆斯·以色列（James Israel）、總編輯達娜·哈里斯（Dana Harris）和首席影評人艾瑞克·柯恩（Eric Kohn）和特約編輯安妮·湯普森。

## 外部連結
- 官方网站